# رودلف اسخفر
رودُلف اسخفر (انگلیسی: Rudolph Scheffer; ۱۲ سپتامبر ۱۸۴۴ – ۹ مارس ۱۸۸۰) یک گیاه‌شناس هلندی بود که در قرن نوزدهم می‌زیست. او به خاطر تحقیقات گسترده‌اش در مورد گیاهان هند شرقی هلند (اندونزی امروزی) شناخته می‌شود. اسخفر در طول سفرهای علمی خود به این منطقه، گونه‌های گیاهی جدیدی را کشف و توصیف کرد و به جمع‌آوری نمونه‌های گیاهی برای باغ گیاه‌شناسی بوگور در اندونزی کمک کرد.
یکی از مهم‌ترین آثار اسخفر، کتاب "Observationes Phytographicae" است که در آن به توصیف و طبقه‌بندی گیاهان مختلف هند شرقی هلند پرداخته است. این کتاب به عنوان یک منبع ارزشمند برای گیاه‌شناسان و محققان علاقه‌مند به گیاهان این منطقه محسوب می‌شود.
اسخفر علاوه بر تحقیقات علمی خود، به آموزش گیاه‌شناسی نیز علاقه‌مند بود و به عنوان مدرس در مدرسه کشاورزی در بوگور فعالیت می‌کرد. او همچنین به ترویج کشت گیاهان مفید و اقتصادی در اندونزی کمک کرد و در تأسیس باغ‌های گیاه‌شناسی جدید در این کشور نقش داشت.
اگرچه رودلف اسخفر در سن جوانی درگذشت، اما میراث علمی او در زمینه گیاه‌شناسی همچنان پابرجا است و تحقیقات او دربارهٔ گیاهان اندونزی به عنوان یک منبع ارزشمند برای محققان و علاقه‌مندان به این حوزه شناخته می‌شود.